# Geografia Wysp Kanaryjskich

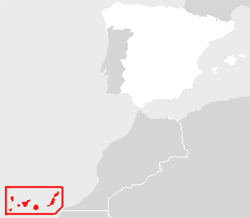
Położenie wysp

Wyspy Kanaryjskie są archipelagiem hiszpańskich wysp autonomicznych, leżących na Oceanie Atlantyckim, około 100 km od wybrzeży południowego Maroka. Wyspy cechują się górzystym krajobrazem i suchym klimatem. Archipelag „Wysp Psich” jest atrakcyjnym turystycznie regionem.

## Powierzchnia, skrajne punkty i granice
Powierzchnia – 7 446,95 km²
Skrajne punkty: północny 29°25′N, południowy 27°37′N, zachodni 18°11′W, wschodni 13°22′W. Wyspy Kanaryjskie rozciągają się na długości około 480 km i ułożone są mniej więcej równoleżnikowo.
Wyspy Kanaryjskie od wschodu, poprzez wody terytorialne Oceanu Atlantyckiego graniczą z Marokiem.

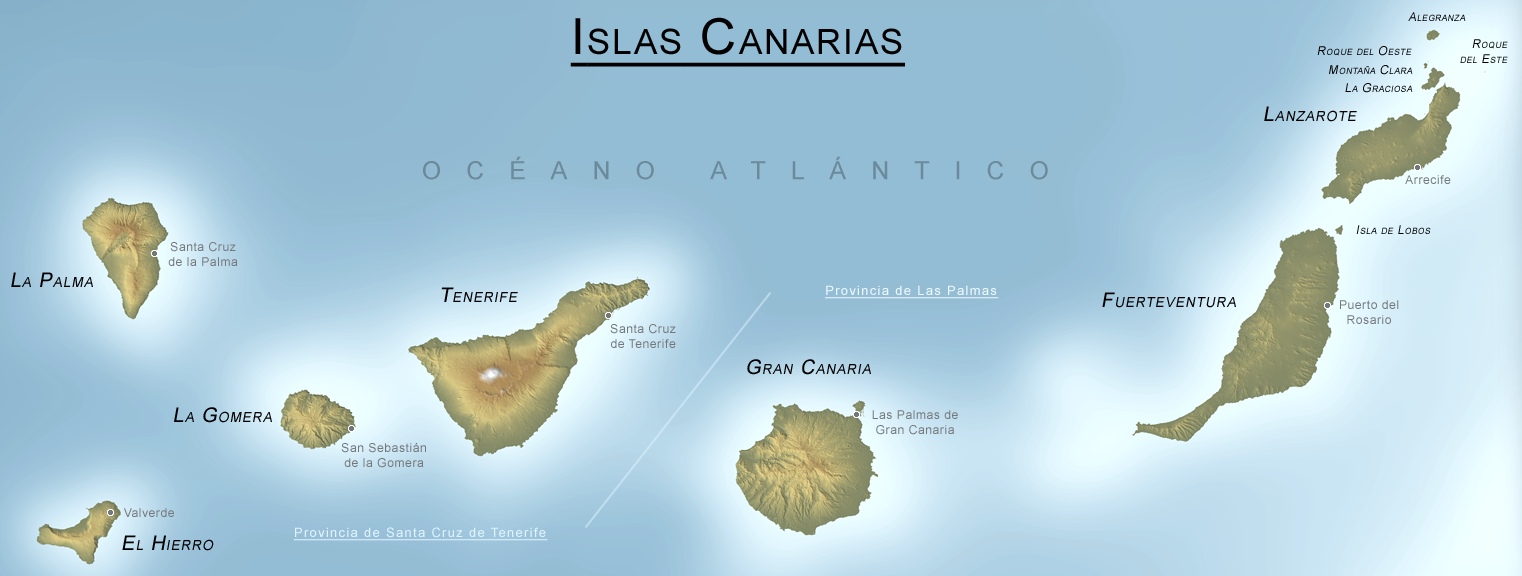
Mapa fizyczna wysp

## Budowa geologiczna i rzeźba
Wyspy Kanaryjskie są wyspami pochodzenia wulkanicznego, które leżą w obrębie płyty afrykańskiej. Archipelag obejmuje 6 małych i w większości bezludnych wysp (zamieszkana Graciosa 29,05 km²; Alegranza 10,3 km²; Lobos 4,58 km²; Montaña Clara 2,7 km²; Roque del Este 6,4516 ha i Roque del Oeste 1,5765 ha) oraz 7 dużych i zamieszkanych. Głównymi wyspami są: Teneryfa (pow. 2034,38 km²), Fuerteventura (1659 km²), Gran Canaria (1560,1 km²), Lanzarote (845,94 km²), La Palma (708,32 km²), La Gomera (369,76 km²) i El Hierro (268,71 km²). Wyspy Kanaryjskie są zbudowane ze skał magmowych i wylewnych do których należą: bazanity, bazalty, nefelinity, fonolity i karbonatyty. Wyspy są aktywne wulkaniczne, a na kształt rzeźby terenu miała i wciąż ma wpływ działalność wulkaniczna. Duże powierzchnie wysp są pokryte jałowymi polami lawowymi i świeżym pyłem wulkanicznym Na wyspie znajdują się czynne wulkany m.in. Pico de Teide.

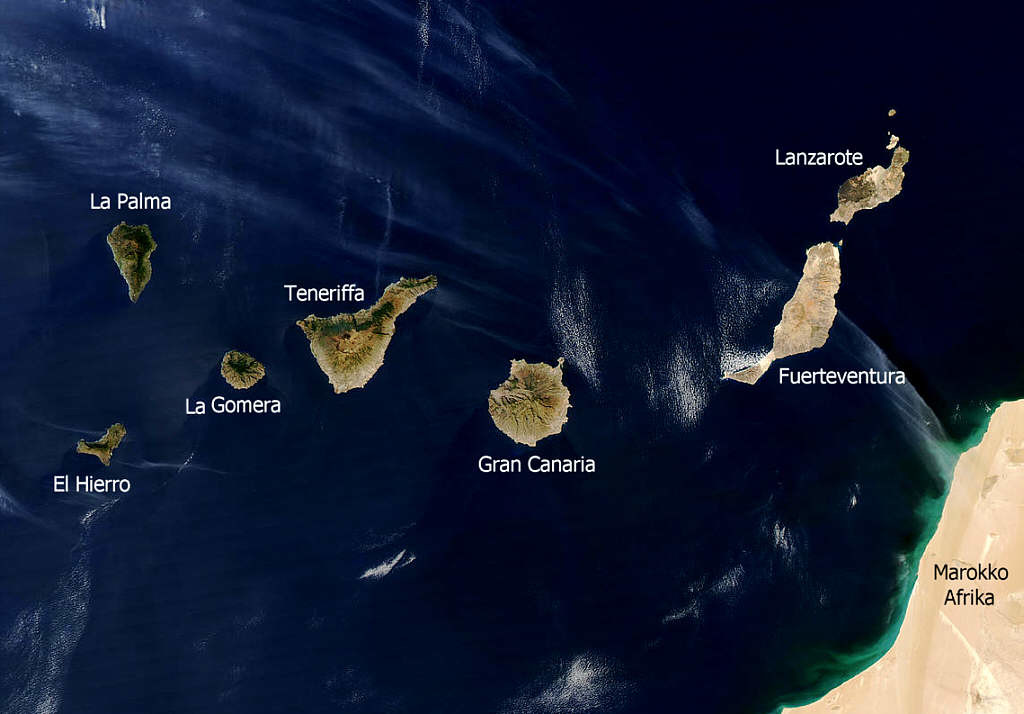

Wszystkie wyspy cechują się w mniejszym lub większym stopniu urozmaiconym, w większości górzystym krajobrazem. Szczególnie górzystym krajobrazem cechują się: Gran Canaria (Pico de Las Nieves 1949 m n.p.m.) i wyspy leżące na zachód od niej. Średnie wysokości nad poziomem morza wynoszą od 400 do 900 m n.p.m. Najwyższy szczyt: wulkan Pico de Teide na Teneryfie wznosi się na 3718 m n.p.m. Pozostałe wyspy także posiadają wysokie szczyty górskie jak La Palma, gdzie drugi co do wysokości punkt wysp – Roque de los Muchachos wznosi się na 2426 m n.p.m. Stosunkowo niewielka La Palma cechuje się nie tylko wybitnie górzystą rzeźbą terenu, gdzie tereny nizinne praktycznie nie występują; ale i istnieniem dużej kaldery wulkanicznej – Caldera de Taburiente. Dwie leżące bliżej wybrzeży Afryki wyspy: Fuerteventura i Lanzarote są stosunkowo niskie i mają mały udział terenów górskich. Ich krajobraz jest jednak także urozmaicony licznymi wzniesieniami. Na Fuerteventura najwyższym szczytem jest Pico de la Zarza o wysokości 812 m n.p.m., a na Lanzarote najwyższy szczyt – Peñas del Chache ma 670 m n.p.m.
Wyspy mają umiarkowanie rozwiniętą linię brzegową. Wszystkie wyspy cechują wieloma niewielkimi zatoczkami i przybrzeżnymi skałami. Wybrzeże jest przeważnie skaliste, zarówno niskie, jak i wysokie. W wielu miejscach jak np. na La Palma zbocza gór schodzą do samego morza. Znajdują się tu także odcinki z piaszczystymi plażami, współcześnie z zagospodarowaniem turystycznym.

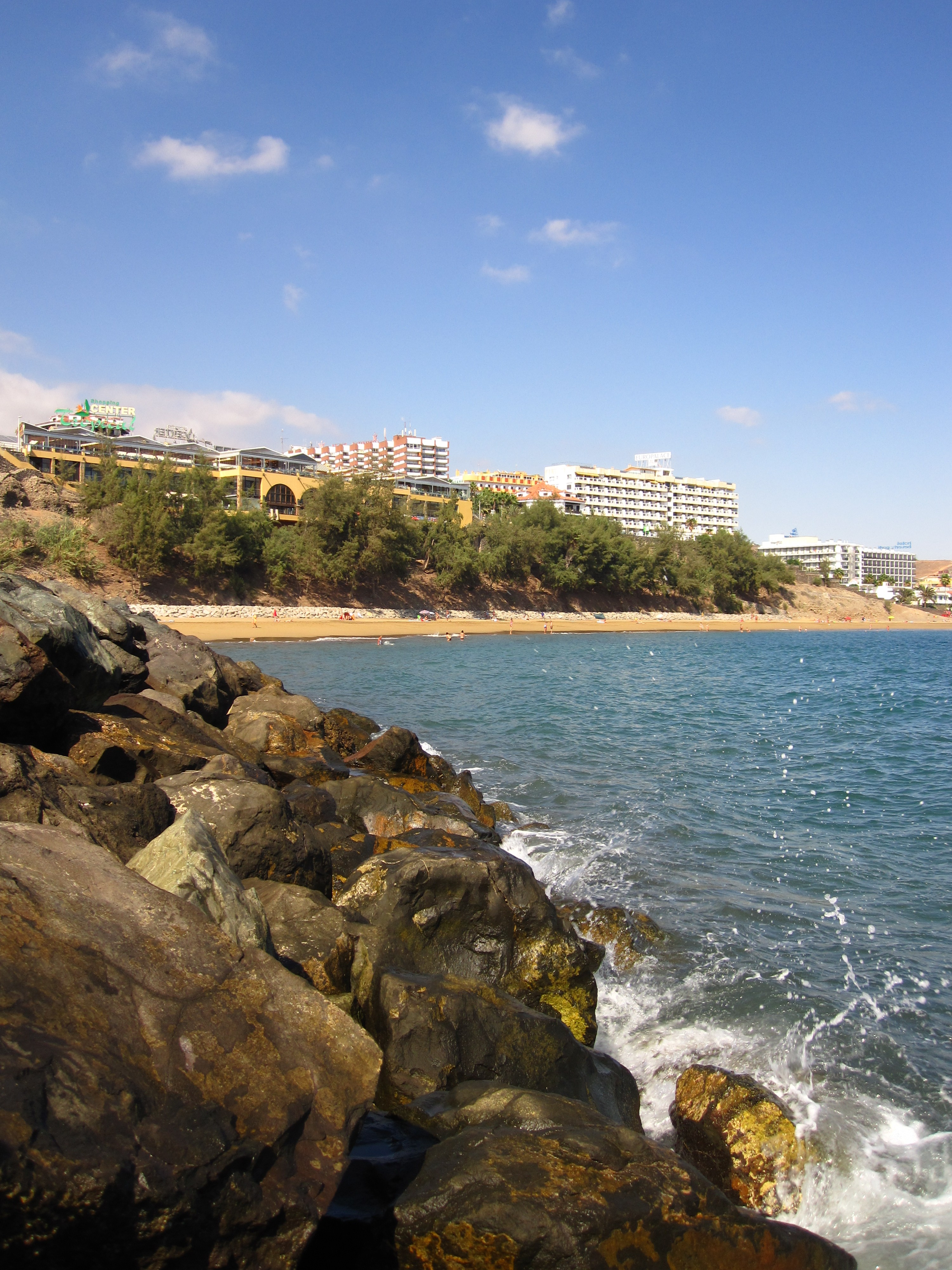
Skaliste wybrzeże, w oddali plaża

## Klimat
Wyspy Kanaryjskie, pomimo iż leżą na Oceanie Atlantyckim, to cechują się suchym klimatem. Wyspy leżą w strefie klimatu zwrotnikowego, który ochładzany jest przez zimny Prąd Kanaryjski. Prąd ten, jak również atlantycki Wyż Azorski są głównymi czynnikami decydującymi o suchości klimatu. Na wyspach, gdzie znajdują się wysokie góry występuje piętrowość klimatyczna.
Temperatury swoim przebiegiem rocznym, bardziej nadają wyspom podzwrotnikowy i łagodny zarazem charakter. Średnie wartości zimą wynoszą od +17 do +18 °C, zaś latem średnie temperatury wynoszą od +23 do +24 °C, gdzie lipiec i sierpień są miesiącami najcieplejszymi. Brak wartości ekstremalnych spowodowany jest wpływem prądów morskich. Na wyspach nie ma upałów, w ciągu dnia latem temperatury sięgają od +27 do +29 °C, rzadko przekraczając wartość +30 °C. W wyższych partiach gór temperatury są niższe.
Opady atmosferyczne są niezwykle niskie, szczególnie na wybrzeżach. Średnia roczna wynosi 200 mm, jedynie w górach, w głębi lądu są one wyższe. Przez całe lato deszcz nie pada w ogóle, a największe opady występują zimą i na początku wiosny. W żadnym miesiącu wartość ta nie przekracza 40 mm. Wyspy cechują się dużym nasłonecznieniem, co jest związane z obecnością Wyżu Azorskiego.

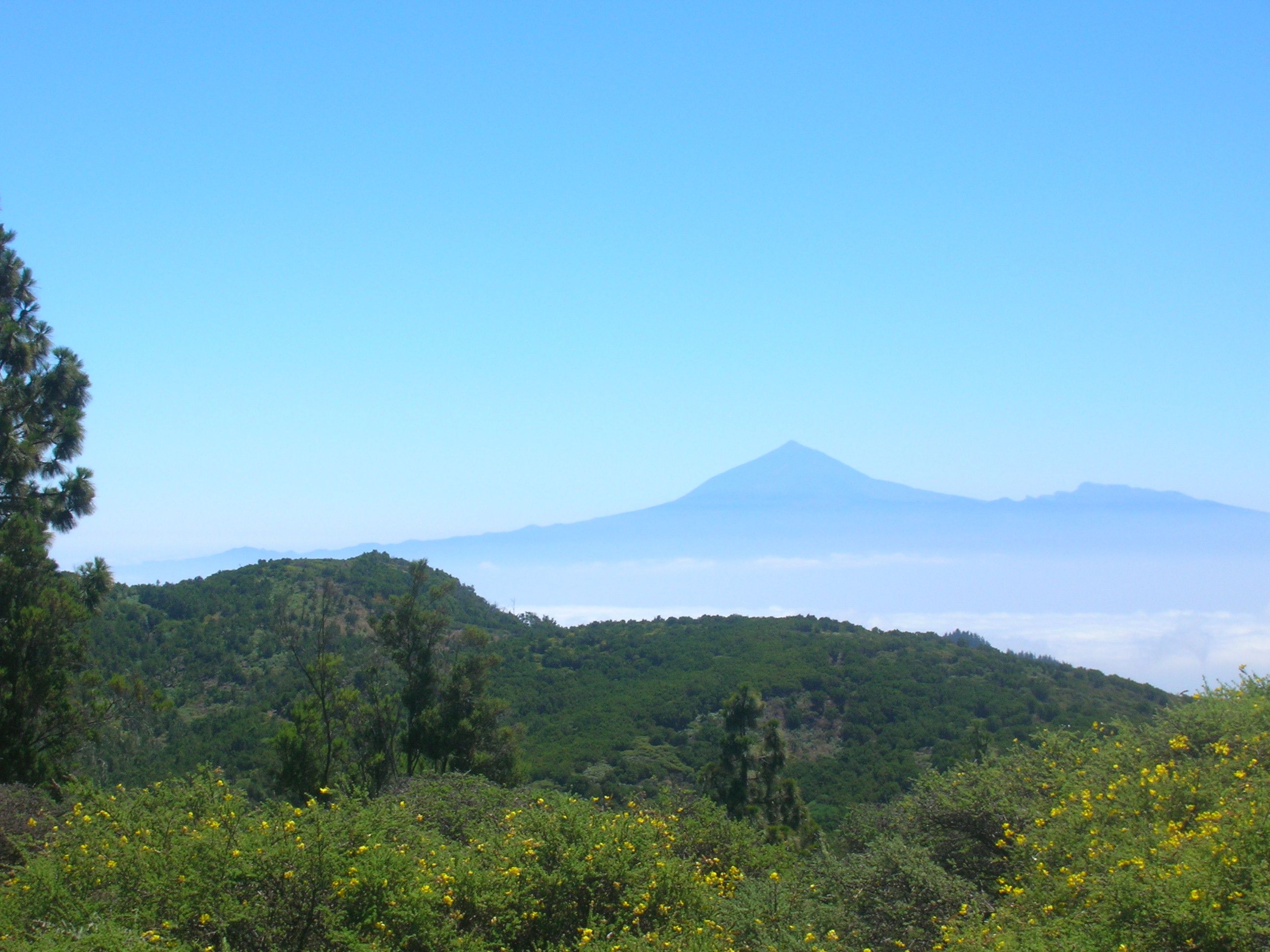
Krajobraz górzystego interioru – w oddali – Pico de Teide

## Wody
Na wyspach istnieje sieć krótkich rzek okresowych, mających górski charakter. Cieki spływają z górzystego wnętrza wysp. Rzeki wysychają w okresie letnim. Najsłabiej rozwinięta jest sieć rzeczna na Lanzarote, najlepiej rozwinięta na Gran Canaria i na Teneryfie.

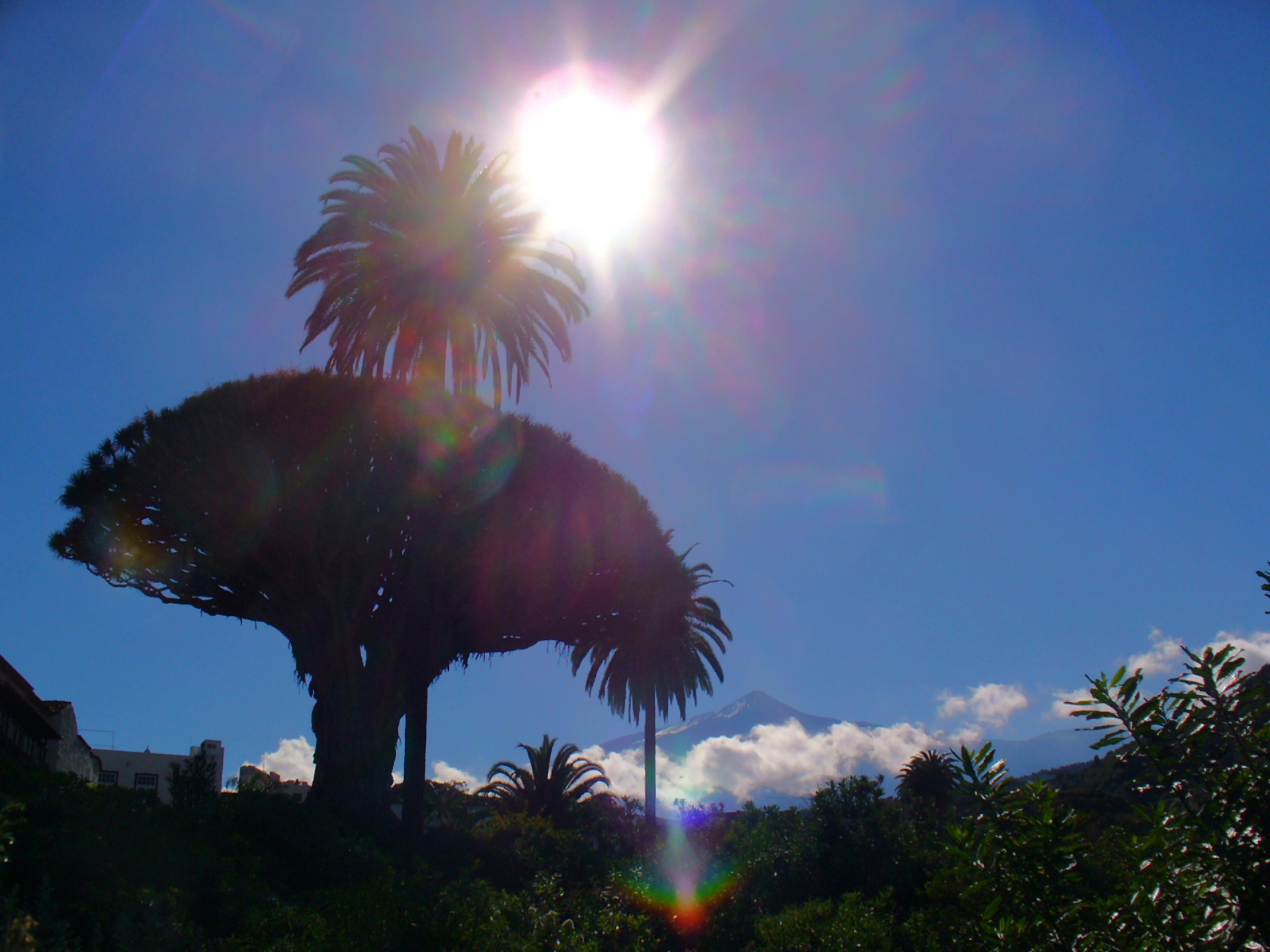
Kanaryjska drecena – smocze drzewo

## Flora i fauna
Roślinność Wysp Kanaryjskich pod względem bujności jest uboga ze względu na niedobór opadów. Zagęszczenie roślinności widoczne jest w głębi wysp, gdzie występują obszary roślinności górskiej powyżej 700–800 m n.p.m. Jeśli chodzi o gatunkowość, to szata roślinna cechuje się niezwykłym bogactwem. Na wyspach rośnie ponad 1000 gatunków endemicznych. Do endemitów należą m.in. drzewiaste formy draceny – smokowca. Na Wyspach Kanaryjskich występuje roślinność zarówno ta zwrotnikowa – sucholubna, jak i podzwrotnikowa. Ta ostatnia typowa jest dla obszarów o bardziej obfitych opadach. Na wyspach rosną dęby korkowe, palmy, w górach występują lasy wawrzynolistne. Na dużych wysokościach rosną także takie gatunki jak mirt, sosna kanaryjska, która jest przystosowana do suchych warunków i ostrokrzewy. Fuerteventura, Lanzarote i południowa część Gran Canarii wyraźnie odcinają się od pozostałych wysp. Ich roślinność jest półpustynna, a dominują w niej słonorośla, palmy kanaryjskie i inne niewielkie krzewy.
Na wyspach występują gatunki zwierząt endemicznych. Wśród około 200 gatunków ptaków zarówno morskich, jak i lądowych jest kanarek szarobrązowy. Do innych ptaków należą m.in. dwie odmiany dużych gołębi – rabiche i turqué. Niektóre ptaki występują wyłącznie na Lanzarote. Liczne są gady, głównie jaszczurki do których należy lagarto del Salmor, która jest to bardzo prymitywnym gatunkiem, spotykanym wyłącznie na Hierro. W wodach wybrzeża Wysp Kanaryjskich żyje 350 gatunków ryb (w tym 5 występujących wyłącznie w tym regionie).